# Mothonica
Mothonica is een geslacht van vlinders van de familie sikkelmotten (Oecophoridae), uit de onderfamilie Stenomatinae.

## Soorten
- M. cubana Duckworth, 1969
- M. kimballi Duckworth, 1964
- M. ocellea Forbes, 1930
- M. periapta Walsingham, 1912